# Pietro Basadonna
Pietro Basadonna (ur. 17 września 1617 w Wenecji, zm. 6 października 1684 w Rzymie) – włoski kardynał.

## Życiorys
Urodził się 17 września 1617 roku w Wenecji, jako syn Alvisego Basadonny i Marii Trevisan. W latach 1648–1652 był ambasadorem Republiki Weneckiej w Hiszpanii, a w okresie 1661–1663 – przy Stolicy Piotrowej. 12 czerwca 1673 roku został kreowany kardynałem diakonem i otrzymał diakonię Santa Maria in Domnica. Zmarł 6 października 1684 roku w Rzymie.